# Сары-Узень
Сары́-Узе́нь (укр. Сари-Узень, крымскотат. Sarı Özen, Сары Озен; в справочнике «Поверхностные водные объекты Крыма» — без названия) — река в Бахчисарайском районе Крыма, левый приток Коккозки (бассейн Бельбека). Длина реки 9 км, площадь водосборного бассейна — 25,6 км².

## Название
Название Сары-Узень в переводе с крымскотатарского языка означает «жёлтая река» (сары — жёлтый, озен — река). Название связано с наличием в русле большого количества туфовых плотин жёлтого цвета (осадок от богатой известняком воды).

## География

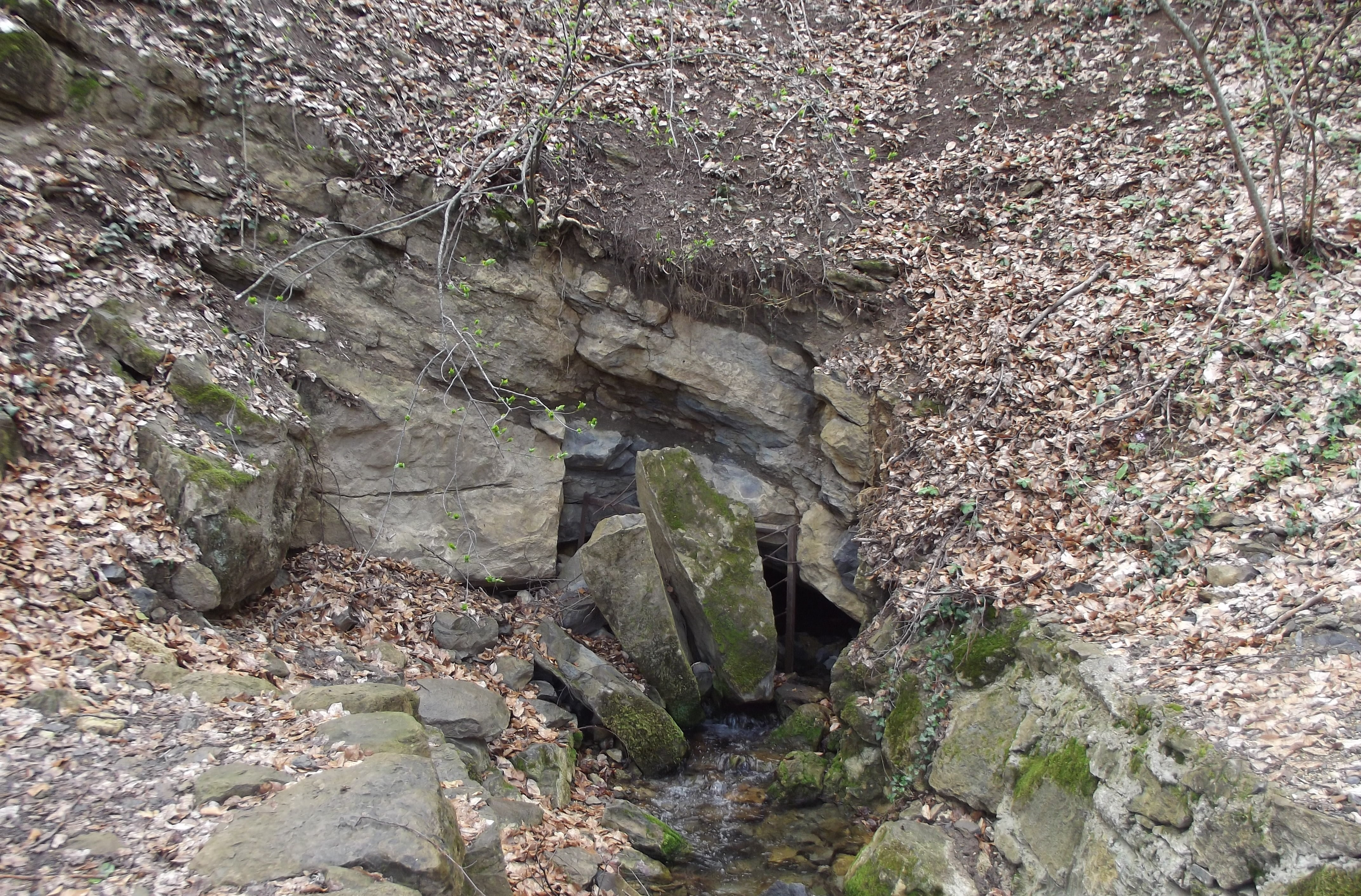
Исток притока Чаин-Су пещера Сары-Коба

Исток реки — источник Врис — расположен на выходе из пещеры Сары-Коба (Жёлтая) в лесном массиве — на северном склоне горы Сары-Кая. В верховьях реки, у самого истока, князем Феликсом Юсуповым для разведения форели был запружен небольшой водоём, получивший название Юсуповский пруд. Ниже по течению на реке находится водопад Серебряные струи. Река Сары-Узень течёт преимущественно на северо-восток по узкому ущелью, впадая в Коккозку в 9,0 км от устья.

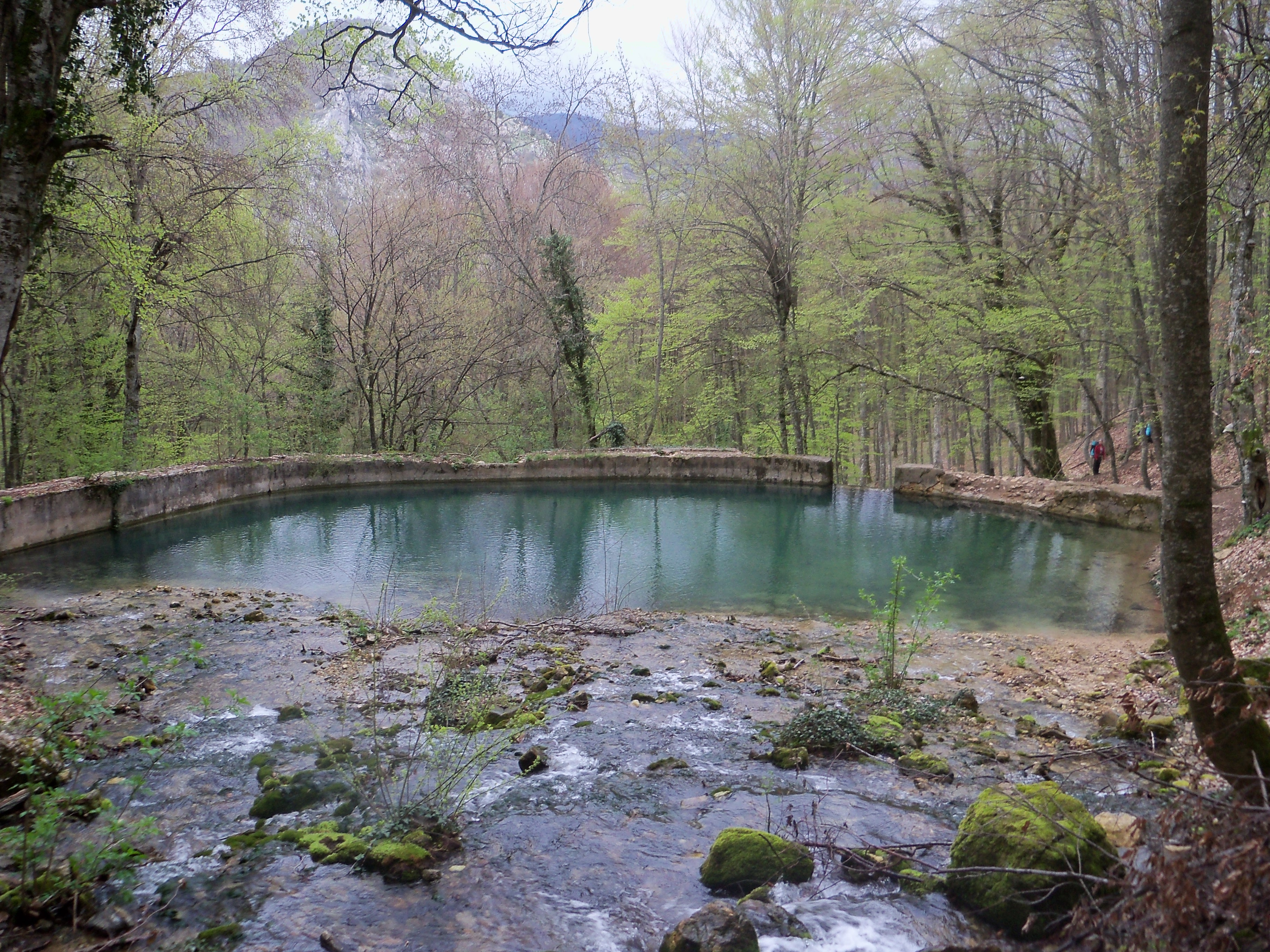
Юсуповский пруд

Имеет 2 притока: левый — Чаан-Баир (Чаин-Су) и правый — Алмалых-Узень.
Чаа́н-Баи́р (укр. Чаан-Баїр, крымскотат. Çaan Bayır, Чаан Байыр) берёт начало у чайного домика Юсупова и впадает в Сары-Узень слева около водопада Серебряные струи. Исток ручья (начало водотока) находится на высоте 766 м (44°30′16″ с. ш. 33°56′55″ в. д.). Это название также используется и для нижнего течения реки Сары-Узень (после слияния). Ущелье отделяет массив горы Седам-кая от отрога Ай-Петринской яйлы Малый Бабулган. Название впервые встречается на карте 1842 года, на карте Шуберта 1865—1876 года — ручей Чаан-Баир. В путеводителе «Ай-Петри» ручей называется Чаин-су
.
Алмалы́х-Узе́нь (укр. Алмалих-Узень, крымскотат. Almalıq Özen, Алмалыкъ Озен; с крымскотатарского алмалыкъ — «место, где растут яблоки», озен — «река») в длину около 9 км. Берёт начало на северном склоне Ай-Петринской яйлы. Течёт по глубокой лесной долине, заваленной обломками скал. На большей части русло пересыхает. Впадает в Сары-Узень справа в 1 км от устья, немного ниже по течению от устья Чаан-Баира.
Существует широко распространённая версия, что река Сары-Узень (левая составляющая), сливаясь с рекой Аузун-Узень (правая составляющая), образует реку Коккозка.
На реке и её притоках расположены туристские стоянки; вдоль рек проложены туристические маршруты.